# Xã Washington, Quận Carroll, Missouri
Xã Washington (tiếng Anh: Washington Township) là một xã thuộc quận Carroll, tiểu bang Missouri, Hoa Kỳ. Năm 2010, dân số của xã này là 170 người.